# Taleporia caucasica
Taleporia caucasica är en fjärilsart som beskrevs av Igor Kozhanchikov 1956. Taleporia caucasica ingår i släktet Taleporia och familjen säckspinnare. Inga underarter finns listade i Catalogue of Life.